# Franz Kurka
Franz Kurka, né le 22 novembre 1909 à Vienne, est un footballeur autrichien des années 1930 évoluant au poste de défenseur. 
Au sein de l'Olympique de Marseille, il est titulaire lors de la saison 1933-1934 avant d'être cantonné au rôle de premier remplaçant. De ce fait, il ne remporte aucun titre avec le club.

## Sources
- Alain Pécheral, La grande histoire de l'OM (Des origines à nos jours), L'Équipe, 2007, 507 p. (ISBN 2916400079), « Annexe VII - Les étrangers », p. 457
- Fiche du joueur sur om1899.com